# La Salade
La Salade est un quartier de la ville de Toulouse, chef-lieu du département de la Haute-Garonne, en France.

## Situation
Quartier du nord de Toulouse situé approximativement entre l'avenue de Fronton, la voie de chemin de fer et le boulevard Pierre-et-Marie-Curie. L'entrée du quartier se fait au nord par la barrière de Paris.
Il est bordé au nord par le quartier de La Vache, au sud par Les Minimes, à l'est par Les Izards-Trois Cocus, Borderouge. Il appartient au secteur 3 de la ville de Toulouse et au canton Toulouse-XIV.

## Étymologie
La salada est le nom occitan des fourches patibulaires, un instrument de torture qui servait à exposer les condamnés en place publique.
Le nom ne vient pas des nombreux maraîchers qui occupaient le quartier.

## Histoire
Accès nord à la ville de Toulouse.
Ce quartier abrite de nombreuses maisons en briques dites maraîchères.

## À proximité
- station de métro de la Barrière de Paris
- quartier Barrière-de-Paris